# Zvārtava (pagasts)
Zvārtava (łot. Zvārtavas pagasts) − jedna z jednostek administracyjnych novadsu Valka na Łotwie. Leży przy granicy z Estonią. Jej siedziba mieści się we wsi Stepi.

## Geografia
Zvārtava obejmuje największy obszar wzgórza Aumeisteru.
Rzeki: Gauja (wraz z odnogami).
Jeziora: Salainis, Vēderis, Vadainis, Sētas, Garūlis, Cepurītes, Klētenes, Līdacis, Darvas, Būdas.
Bagna: Vadaiņa, Kraņķu, Vārtiņu, Sautu, Lesiņu, Bednes.

## Historia
Parafia była częścią wsi Aimas w 1954 po zlikwidowaniu kołchozu Aumeisteru.